# Hán phòng kỷ
Hán phòng kỷ hay phấn phòng kỷ (gọi tắt là phòng kỷ), còn được gọi là thạch thiềm thừ (danh pháp hai phần: Stephania tetrandra), là một loài thực vật có hoa trong họ Menispermaceae. Nó là dạng dây leo thân thảo lâu năm, có thể mọc cao tới 4 m với thân cây to dạng thân gỗ. Các lá mọc vòng trên thân cây, hình khiên, với cuống lá đính vào gần trung tâm lá. Hoa đơn tính khác gốc với 4 lá đài và 4 cánh hoa, ra hoa tháng 5-6, quả chín tháng 7-9. Quả hạch hình cầu, khi chín có màu đỏ.
Stephania tetrandra là một trong 50 vị thuốc cơ bản của y học cổ truyền Trung Hoa, với các tên gọi trong tiếng Trung là 漢防己, 粉防己, 石蟾蜍, 白木香 ("hán phòng kỷ", "phấn phòng kỷ", "thạch thiềm thừ", "bạch mộc hương").

## Phân bố
Sinh sống trong khu vực miền núi, trên các sườn núi với rừng cây bụi và cây thân thảo, chủ yếu trong các tỉnh Chiết Giang, An Huy, Hồ Bắc, Hồ Nam của Trung Quốc. 

## Thành phần dược chất
Các chất chiết ra từ rễ của hán phòng kỷ chủ yếu chứa các ancaloit như tetrandrin, fangchinolin, cyclanolin, dimethyltetrandrin và berbamin. 

## Lưu ý
Một vài loài thực vật khác cũng có tên gọi chứa cụm từ phòng kỷ hoặc được gọi tắt là phòng kỷ, đôi khi cũng được dùng thay thế cho hán phòng kỷ. Đáng chú ý trong số này có quảng phòng kỷ (廣防己) với danh pháp Aristolochia fangchi. Loài này chứa một lượng lớn axít aristolochic gây ngộ độc và có thể làm hỏng thận hay thậm chí gây tử vong. Nó chỉ được dùng trong y học cổ truyền Trung Hoa với sự thận trọng cao.